# Zeitschrift für Internationale Beziehungen
Die Zeitschrift für Internationale Beziehungen (ZIB) ist eine seit 1994 erscheinende, deutschsprachige Fachzeitschrift im politikwissenschaftlichen Teilgebiet Internationale Beziehungen. Sie erscheint zweimal jährlich.
Die ZIB wird im Auftrag der Sektion „Internationale Beziehungen“ der Deutschen Vereinigung für Politikwissenschaft (DVPW) geschäftsführend von Andrea Liese und Thomas Sommerer (beide Universität Potsdam) herausgegeben. Redakteur ist Andreas Ullmann. Die zur Veröffentlichung eingereichten Aufsätze werden in einem anonymisierten Peer-Review geprüft.
Für die Disziplin Internationale Beziehungen stellt diese Zeitschrift in Deutschland ein wichtiges Kommunikationsforum dar.